# Famille de Belzunce
Pour les articles homonymes, voir Belsunce.
 (décembre 2021).
Si vous disposez d'ouvrages ou d'articles de référence ou si vous connaissez des sites web de qualité traitant du thème abordé ici, merci de compléter l'article en donnant les références utiles à sa vérifiabilité et en les liant à la section « Notes et références ».
La famille de Belsunce (également écrit Belzunce) est une famille subsistante de la noblesse française, d'extraction féodale sur preuves de 1378.
Originaire du pays d'Arberoue, dépendant du royaume de Navarre, elle est au service de ces souverains.

## Origines

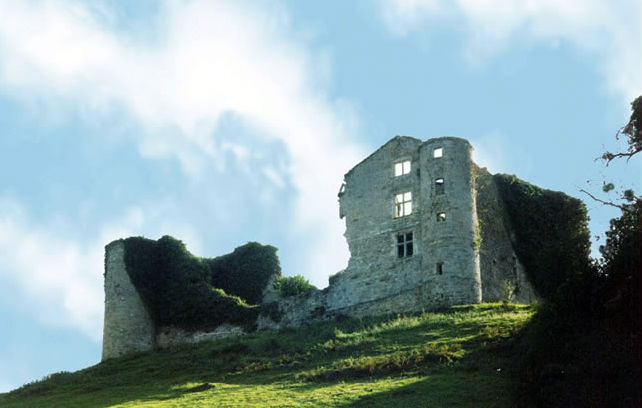
Ruines du château de Belzunce, situées sur la commune d'Ayherre. Il contrôlait le passage entre le Labourd et la Basse-Navarre.

La famille est originaire du pays d'Arberoue (actuel Pays basque français) qui relève du royaume de Navarre.
Cette famille possédait deux châteaux de son nom, l'un situé en Haute Navarre, à six lieues de Pampelune, et l'autre, le château de Belzunce, dans la Basse-Navarre, en la paroisse d'Ayherre au pays d'Arberoue, qui a donné le nom à cette famille que deux sources conjecturent être sortie des anciens vicomtes de Béarn par la conformité des armes,.
C'est au château Belzunce à Ayherre que les seigneurs de Belsunce ont fixé leur demeure durant plusieurs siècles. On ne peut rien dire de certain sur leur origine en raison de la perte des titres, causée par les incendies survenus durant les guerres de religion, mettant hors d'état de remonter jusqu’à la source. Les seigneurs de Belsunce sont en possession du titre de vicomte, depuis le milieu du XIIe siècle mais la filiation prouvée ne remonte qu'à l'année 1378. Le chef de la famille est colonel né des milices du Val d'Arberoue, à la tête desquelles est la noblesse du pays, dont il commanda la principale partie. De plus dans les assemblées des états de ce pays, il y précédait l'alcade ou juge royal, et se place toujours au-dessus de lui, à la tête du banc, pendant que le reste de la noblesse est assisté sur le même banc, au-dessous de cet officier.

## Armoiries
« D'or à deux vaches de gueule, accornées, accolées et clarinées d'azur ».
Toutefois depuis 1407 ils écartèlent : « Aux 2 et 3, d'argent au dragon de sinople à trois têtes, dont l'une est coupée et tient encore un peu au col, avec quelques gouttes de sang qui coulent de la blessure ».

## Filiation

### Filiation non prouvée

#### Roger de Belsunce
Roger, seigneur de Belsunce, né vers 1120 au château d'Ayherre, est le plus ancien membre connu. Il transmit à sa postérité le titre et la dignité de vicomte par l'acquisition qu'il fit de la vicomté de Macaye au pays de Labourd et des château et seigneurie de Padangure où il demeurait principalement. Il avait acheté l'ensemble le jour de la Pentecôte 1154 à Raimond Arnauld, vicomte de Dax, moyennant 6 000 florins d'or.
39 des principaux habitants de Macaye, tous nommés dans l'acte, assemblés à la porte de l’église de Saint-Étienne de Macaye, promirent de reconnaitre à l'avenir Roger, seigneur de Belsunce, pour leur vicomte, et de s'acquitter envers lui et ses successeurs, de tous les devoirs de vassalités.
Il eut un fils Chicon

#### Chicon de Belzunce
Chicon de Belzunce vicomte de Macaïe, né vers 1140 au château d'Ayherre, fut l'un des seigneurs qui souscrivirent à la charte des privilèges accordés à la ville de Bayonne, par Richard roi d'Angleterre et duc d'Aquitaine en 1170.
Il eut un fils Guillaume

#### Guillaume de Belsunce
Guillaume de Belsunce vicomte de Macaïe, né vers 1170 au château d'Ayherre et décédé vers 1210 au même lieu, qui testa en 1209.
Il eut un fils Chicon II

#### Chicon II de Belzunce
Chicon II de Belzunce vicomte de Macaïe, né vers 1200 au château d'Ayherre et qui vivait en 1240.
Il est le père de Guillaume Chicon

#### Guillaume Chicon de Belsunce
Guillaume Chicon de Belsunce, vicomte de Macaïe, né vers 1230 au château d'Ayherre et décédé vers 1300 au même lieu, est marié en 1273 à Michelotte, fille d'Arnauld seigneur d'Uza, ainsi qu'il est marqué dans les chroniques de Bayonne.
De son mariage il eut 4 fils dont Arnauld.

#### Arnauld de Belzunce
Arnauld de Belzunce, vicomte de Macaïe, né vers 1255 au château d'Ayherre, fut gratifié avec ses 3 frères, de pensions alors considérables, par le roi Philippe le Bel, qui possédait le royaume de Navarre du chef de sa femme, pour les grands et importants services de leur père, par brevet de l'an 1294.
Son fils fut Garcie Arnauld

#### Garcie Arnauld de Belzunce
Garcie Arnauld de Belzunce, vicomte de Macaïe, né vers 1280 au château d'Ayherre, fut fait chevalier par Charles le Bel, roi de France et de Navarre, en 1322.
Marié à Esmène d'Urcuit, il eut un fils Guillaume Arnauld

#### Guillaume Arnauld de Belzunce
Guillaume Arnauld de Belzunce, vicomte de Macaïe, né vers 1320 au château d'Ayherre, chevalier, fut grand chambellan et ricombre de Navarre.
Guillaume Arnauld de Belsunce n'avait encore que le titre d'écuyer, lorsque Charles II le Mauvais, roi de Navarre et comte d'Évreux, lui fit don, par lettres patentes datées de Tudela le 1er mars 1350, d'un certain bien pour en jouir pendant sa vie, à condition qu'il le serve, accompagné d'un cavalier bien armé et à ses propres frais durant quarante jours, dans ses armées en temps de guerre, ou de le suivre dans ses chevauchées en temps de paix. Ces lettres patentes étaient nommées lettres de Mesnade, et ceux à qui elles étaient accordées, étaient appelés Mesnadiers. Ils se trouvaient alors attachés particulièrement à la cour du roi, où ils avoient un rang distingué après les ricombres. Du Cange marque que par ces lettres un homme devenait chevalier, et que ceux qui les avaient étaient censés être les chevaliers[pas clair] de la maison du roi. Le même prince éleva depuis ce vicomte de Belzunce, au grade de Ricombre, titre qui répond à celui de haut et puissant seigneur et qui était en Navarre, comme en Espagne, le plus éminent, auquel la haute noblesse pouvait prétendre. Le roi n’entreprenait rien de considérable sans prendre l'avis d'un certain nombre de ricombres. Parmi les maisons de Navarre établies en France, l'on ne connaît que celles de Gramont, de Luxe et de Belzunce, qui soient parvenues à cette dignité, les deux premières en 1350 et la dernière peu de temps après. 
Toutes ses distinctions attachèrent fortement le vicomte de Belzunce au roi de Navarre, son maître qu'il le suivit dans toutes ses malheureuses entreprises contre la France. fut compris dans les Lettres d'abolition accordées au Roi de Navarre par le Traité de Paix du 14 mars 1360.
Marié vers 1340 à Agnès de Luxe il eut Antoine

### Filiation prouvée depuis 1378

#### Antoine de Belzunce
Antoine de Belzunce, vicomte de Macaïe, né vers 1340 au château d'Ayherre, était maire et capitaine général de la ville de Bayonne en 1372. 
Il épousa, vers 1360, Éléonore d'Aroue, fille de N. d'Aroue vicomte de Saint-Martin avec laquelle il eut Garcie Arnauld II.

#### Garcie Arnauld II de Belzunce
Garcie Arnauld II de Belzunce, vicomte de Macaïe, né vers 1365 au château d'Ayherre et décédé à Pampelune. Gouverneur de Pampelune, il signa avec les seigneurs de Grammont et de Luxe, le traité de paix fait en 1384 entre la France et l'Espagne.
Il fut marié, vers 1390, à Blanche de Barvix, héritière de la maison et abbaye laïque de Barvix avec laquelle il eut :
1. Arnauld II (1390-1446)
2. Gaston Armand (1392-1407), dont on rapporte ce qui suit[9],[10].

#### Gaston Armand de Belzunce
Vers l'an 1407, un dragon monstrueux qui avait trois têtes, faisait de grands ravages aux environs de Bayonne. Le cadet de Belzunce entreprit d'en délivrer le pays. Il alla attaquer ce monstre près de la fontaine de Lissague, qui était le lieu de sa retraite, à demi-lieue de Bayonne. Après un rude combat il le tua, mais il fut enseveli dans son triomphe, puisqu'on le trouva étouffé sous le cadavre du dragon. Son corps fut inhumé sous un tombeau qui se voyait dans l'église des dominicains de Bayonne.
Il y était représenté armé de toutes pièces. L'on assure que la dépouille du monstre fut pendue au-dessus de ce tombeau, et qu'on l'y voyait encore vers l'an 1670. Ce qui est certain, c’est qu'en 1407, Arnauld seigneur de Belzunce prit possession de la terre de Lissague qui lui fut donnée avec ses dîmes, par l'évêque et le chapitre de Bayonne, et que sa Postérité en a joui depuis ce temps-là. De plus les magistrats de la ville donnèrent au même seigneur quatre maisons dans leur enceinte, et le privilège pour lui et ses descendants de premiers bourgeois, avec la franchise de tous droits d'entrée et de sortie.
Les chroniques de Barcelone font mémoire de cet événement, et l’histoire en a été écrite en anglais, dans un livre imprimé sous le titre de : Combat d'Armand Gaston de Belzunce avec un dragon qui dévorait ceux qui habitaient Bayonne.

« Le canton qui avait été ravagé par ce monstre, porte depuis ce temps-là, le nom de Hiriburn, que l'on prononce Hiribourn, qui en langage du païs, signifie trois têtes. »

C'est depuis cet évènement que les seigneurs de Belzunce, ont ajouté un dragon à l'écu de leurs armes, par la permission du roi de Navarre Charles III dit le Noble.

#### Arnauld II de Belzunce
Arnauld II de Belzunce dit Arnauton, vicomte de Macaïe, né vers 1390 au château d'Ayherre et décédé vers 1446 au même lieu, premier seigneur de Lissague, fut le premier qui écartela d'un dragon les armes de ses ancêtres. Il testa en 1446. 
Il avait épousé, vers 1430, Marie de Léon (vers 1365-? Château d'Ayherre) qui est supposée issue des anciens rois de Léon.
 Leur fils fut Jean de Belzunce

#### Jean de Belzunce
Jean de Belzunce, vicomte de Macaïe, né vers 1390 au château d'Ayherre, seigneur de Lissague, fait en 1480 premier maître d'hôtel
de François Fébus, roi de Navarre et comte de Foix. 
Il se maria à Bidache vers 1470 avec Magdelaine de Gramont, fille de Gratien de Gramont, ricombre de Navarre, et de Marguerite de Navarre, avec laquelle il eut Jean II

#### Jean II de Belzunce
Jean II de Belzunce, vicomte de Macaïe, né vers 1470 au château d'Ayherre et mort le 23 avril 1521 au même lieu, seigneur de Lissague, fut grand-écuyer en 1510 de Jean d'Albret, roi de Navarre. Il se maria à Jeanne d'Etchauz, fille de N. de Chaux, vicomte de Baïgorry en basse Navarre, maison éteinte en la personne de Bertrand de Chaux (également écrit d'Eschaud, d'Echaux, d'Etchauz, ou des Chaux), évêque de Bayonne, puis de Tours, premier aumônier du roi, commandeur de l'ordre du Saint-Esprit, mort en 1641, et qui avait l'honneur d'être parent du roi Henri IV par la maison d'Albret. 
De cette alliance naquit Jean III

#### Jean III de Belzunce
Jean III de Belzunce, vicomte de Macaïe, né vers 1500 au château d'Ayherre et mort le 28 janvier 1562 au château de Méharin, seigneur de Lissague, fut premier panetier du roi de Navarre, puis son premier maître d'hôtel, enfin son grand chambellan et gouverneur de Dax. 
Il servit quelque temps en France, et le roi François Ier le mit au nombre des cents gentilshommes de son hôtel, par
lettres du 18 septembre 1534 à la place de Frédéric de Foix qui venait de se retirer de cette compagnie. Le même roi, par autres lettres du 31 décembre 1544 le fit capitaine de 300 hommes d'infanterie. C’est à lui que l'alcade du pays d'Arberoue voulut contester la première place dans l'assemblée des états de ce canton, sous prétexte de prescription et que cette préséance blessait l'autorité royale dont il était revêtu. L'affaire portée au tribunal du roi de Navarre, cet officier fut débouté de sa prétention, et le vicomte maintenu dans son droit, par arrêt de la chancellerie du 29 avril 1555. Ses successeurs en ont joui paisiblement, Antoine de Bourbon roi de Navarre, destinait ce vicomte pour gouverneur de la personne de son fils Henri, depuis roi de Navarre, mais il mourut avant d'en pouvoir faire les fonctions.
Il avait épousé; le 29 janvier 1525 à Méharin, Marie d'Armendarits, née vers1510 au château de Méharin, fille de François seigneur d'Armendarits en basse Navarre et de Catherine d'Armendarits sa cousine, qui avaient été mariés par dispense de Rome du 14 mai 1508 registrée à l'officialité de Bayonne le 7 juillet 1510.
 De cette alliance naquirent :
1. Jean IV
2. Florence de Belzunce, mariée à Bertrand de Harambure, seigneur de Picasarri, gouverneur de Mauléon et du pays de Soule, mort au début l'année 1561. Parents de Jean d'Harambure, compagnon d'armes de Henri de Navarre.
3. Jeanne, épouse de Tristan d'Aroue, seigneur de Saint-Martin
4. Marie, alliée à François d'Alzate, seigneur d'Urtubie
5. Françoise femme de Jean de La Lanne colonel de l'infanterie Béarnaise.

#### Jean IV de Belzunce
Jean IV de Belzunce, vicomte de Macaïe, né vers 1526 au château d'Ayherre et décédé vers 1594 au même endroit, seigneur de Lissague, fut écuyer, conseiller et chambellan du roi de Navarre, devenu roi de France, Henri IV.
 L'extrême union qui était entre ces deux couronnes, fit que le roi Henri II le fit capitaine de 300 hommes de pour garder les frontières de Guyenne et dans sa commission en date du 14 mai 1553, il y est nommé Jean de Belzunce le Jeune, pour le distinguer de son père. Il fut ensuite gouverneur des ville et château d'Acqs, et on le trouve ven cette qualité dans plusieurs lettres et commissions des années 1558, 1560 et 1562. Cet emploi ne l'empêcha pas d'être encore pourvu, étant écuyer du roi de Navarre, de l'office de capitaine et gouverneur du château de Mauléon et vicomté de Soule, après la mort du sieur de Harambure son beau-frère, par lettres du roi Charles IX du 4 mars 1560. La reine Jeanne de Navarre eut une grande confiance en lui, pour le bien de ses états. Le grand Henri son fils n'en eut pas moins, ainsi qu'on l'apprend par plusieurs lettres qu'il lui écrivit, entre autres une datée d'Agen du 23 février 1577, où ce prince le prie que s'il ne peut le venir trouver et lui amener l'artillerie et les mille piques qu'il lui demande, il lui envoie au moins son fils :

« vous assurant que je n’oublierai jamais le service que vous ou lui me ferez en cette occasion, avec les autres que j'ai reçus de vous, mais en aurai à jamais souvenance pour vous le reconnaître de pareille affection que je prie Dieu qu'il vous ait, Monsieur de Belzunce, en santé... votre bon maître et ami. Signé Henri. »

Le même prince prenant à cœur les intérêts de ce fidèle serviteur, écrivit en sa faveur au premier président de Bordeaux, le 30 novembre 1579 pour lui recommander un procès que le sieur de Belzunce son conseiller et chambellan ordinaire avait en cette cour, contre les habitants de sa vicomté de Macaïe, sujets dudit sieur de Belzunce. Le roi Henri III lui en avait écrit une datée de Paris le 2 octobre précédent, pour le prier de tenir la main, à ce que les économes députés par sa majesté au régime et administration du revenu de l'évêché du chapitre de Bayonne, ne fussent point troublés dans la perception des fruits, l'assurant qu'« il lui ferait en cela un plaisir très agréable, duquel il me souviendra fort bien en quelqu'autre bon endroit, où vous me voudrez requérir pour vous ou pour les vôtres ».
Enfin le roi Henri IV convaincu que l’aïeul et le père de ce seigneur, n'avoient épargné ni leurs personnes, ni leurs biens et moyens pour la défense de son royaume, contre l’usurpateur, durant les règnes de ses bisaïeul et bisaïeule, aïeuls, père et mère et que par leur fidélité, ils avaient perdu une bonne partie de leur bien. En reconnaissance et par forme de dédommagement, le roi de Navarre, aïeul d'Henri IV, avait donné au père du vicomte par lettres patentes du 13 avril 1521, les dimes des lieux d'Ayherre et Isturits au pays d'Arberoue, confisquées sur ses sujets rebelles, don qui avait été confirmé par les père et mère d'Henri IV pour ces causes, et en considération de ses grands et agréables services, n'ayant jamais été abandonné dudit Jean seigneur de Belzunce, soit dans ses armées, soit dans ses conseils, Henri IV lui fit et à toute sa postérité, un nouveau don irrévocable de ces mêmes dimes, pour en jouir à l'avenir par lui & ses descendants, comme d'un bien leur appartenant en propre. Les lettres de ce don sont datées de Pau le 7 septembre 1582.
Le seigneur de Luxe, sans avoir égard aux édits de pacification, s’était emparé de la ville de Mauléon en 1568 et s'y était maintenu jusqu’au 2 février 1587 date à laquelle le vicomte de Belzunce, par commandement du roi de Navarre, reprit cette place. Étant rentré par ce moyen dans son gouvernement, il se trouva dans la nécessité de faire de concert avec le bailli du pays de Soule, des impositions sur les peuples, pour réparer et fortifier cette place et pour en entretenir la garnison. Il y fit faire aussi le procès à quelques criminels coupables de conspiration, en conséquence des lettres du roi de Navarre expédiées en son conseille le 23 novembre 1587. Par la suite le parlement de Bordeaux entreprit de procéder contre le vicomte de Belzunce pour ces faits, mais le roi Henri IV déclarant avoir autorisé et approuvé tout ce qui s’était fait, évoqua l'affaire à son grand-conseil, par ses lettres données à Mantes le 6 juillet 1591.
Jean IV de Belzunce avait été marié du vivant de ses père et mère, par contrat du 21 décembre 1555, à Catherine de Luxe, fille de Jean seigneur de Luxe, chevalier, et d'Isabeau de Grammont. (La maison de Luxe fondit par Charlotte Catherine de Luxe, nièce de Catherine susmentionnée, et mariée à Louis de Montmorency-Bouteville la maison de Montmorency-Bouteville, d'où sont venus les ducs de Montmorency-Luxembourg, ce qui a donné de grandes alliances aux vicomtes de Belzunce).
Les enfants nés du mariage de Jean IV vicomte de Belzunce furent :
1. Jean V
2. Antoine de Belzunce, gouverneur de Puymirol en Agenais, mestre de camp d'infanterie, qui se signala à la bataille de Coutras en 1587 puis au siège de Rouen en 1591. Il fut tué en s’opposant à une vive sortie des assiégés le 25 février 1592. Le roi, Henri IV, lui avait fait don des commanderies de Bonloc en Béarn et autres, et le roi continua ce don par brevet expédié au camp Darnétal devant Rouen, le 3 avril 1592 à Charles un frère du défunt.
3. Charles de Belzunce, qui fut, après la mort de son frère Antoine, seigneur de Higuères en Béarn et procureur général au parlement de Navarre
4. N. de Belzunce qui s'attacha au service des Hollandais alliés de la France, et eut dans leurs troupes un régiment de son nom. S'étant trouvé à la défense d'Ostende, il y marqua tant de bravoure, que la garnison ayant perdu son gouverneur, le choisit pour suppléer à sa place. Il fut tué alors qu'il commandait l'avant-garde de l'armée de Maurice de Nassau, prince d'Orange.
5. Jeanne de Belzunce, mariée à Charles d'Aroue, seigneur de Saint-Martin. Son père lui donna en dot une partie de la terre de Lissague, et le vicomte de Saint-Martin lui paya le prix de l'autre partie. Le clergé, qui en avait fait don autrefois à l'un des vicomtes de Belzunce, intervint dans ce contrat, et donna son consentement à cette aliénation.
6. Diane de Belzunce, épouse d'Anchot de Mesples (ou de Mesplès, de Mesplez), seigneur d'Esquiule[11].

#### Jean V de Belzunce
Jean V de Belzunce, vicomte de Macaïe, né vers 1556 au château d'Ayherre et décédé vers 1629 au même endroit, seigneur de la Maison forte de Pagandure, d'Ayherre, d'Isturits, capitaine et gouverneur du château de Mauléon et du pays de Soule.
La princesse Catherine, sœur du roi Henri IV, lui écrivit une lettre en date de Saint-Germain-en-Laye, le 1er mai 1594, où elle le qualifie, Monsieur le vicomte de Belzunce. Elle lui recommandait deux particuliers qu'elle affectionnait, et le priait affectueusement de les prendre sous sa protection, se flattant qu'alors personne n'oserait plus les, inquiéter, ni les tourmenter. Le roi Henri IV lui donna par diverses lettres, la jouissance de tous les fruits et revenus de sa terre de Mauléon et de sa vicomté de Soule, afin qu'il fit plus en état de continuer ses services sur la frontière, et la chambre des comptes de Paris ayant refusé d’enregistrer les dernières lettres de continuation de ce don, pour neuf années, en date du 8 janvier 1606. Henri IV leur envoya des lettres de jussion pour cet enregistrement. Il se démit de son gouvernement entre les mains du roi Louis XIII qui en pourvut son fils aîné par lettres du 15 novembre 1610. Par d'autres lettres du 28 février 1615, le roi permit au père et au fils d'exercer cet emploi l'un en l’absence de l'autre.
Son père et sa mère le marièrent par contrat du 19 mars 1584, à Rachel de Gontault, fille d'Arnault de Gontault, seigneur de Saint-Geniès, de la Chapelle et d'Andault, baron de Badefou (Badefol), et chevalier de l'ordre du roi, capitaine de cinquante hommes d'armes de ses ordonnances, conseiller et chambellan de François duc d'Anjou frère du roi Henri III, gouverneur et lieutenant général pour le roi de Navarre, en ses royaumes de Navarre et pays souverains, sénéchal audit pays, et de Jeanne de Foix (fille de Frédéric de Foix et de Françoise de Silly). Judith de Gontaut de Saint-Geniès, la nièce de Rachel de Gontault, porta la terre de Saint-Geniès et autres de sa maison, dans celle de Montault, par son mariage avec Philippe de Montault, duc de Navailles, dont elle eut maréchal duc de Navailles.
Jean V de Belzunce et Rachel de Gontault eurent 3 fils :
1. Armand de Belzunce, tige de la première branche, la branche ainée
2. Élie de Belzunce, présent au mariage du fils de son frère aîné. Il était capitaine dans le régiment de Montpouillan[13] de la maison de la Force, lorsque son mestre de camp Jean Jacob Nompar de Caumont[14],[15], passa dans l'armée de Jacques Nompar de Caumont, et le roi lui donna ce régiment d'infanterie par commission, du 24 mars 1653. Ce régiment prit alors le nom de régiment de Belzunce. Il fut uni par lettres du roi du 29 mars 1659, à celui du duc de Modène. Mais le sieur de Belzunce en eut toujours le commandement sous ce prince, et il fut tué après à la tête de ce régiment
3. Jacques de Belzunce, qui a fait la deuxième branche de sa maison, la branche cadette

### Branche ainée de Belzunce

#### Armand de Belzunce

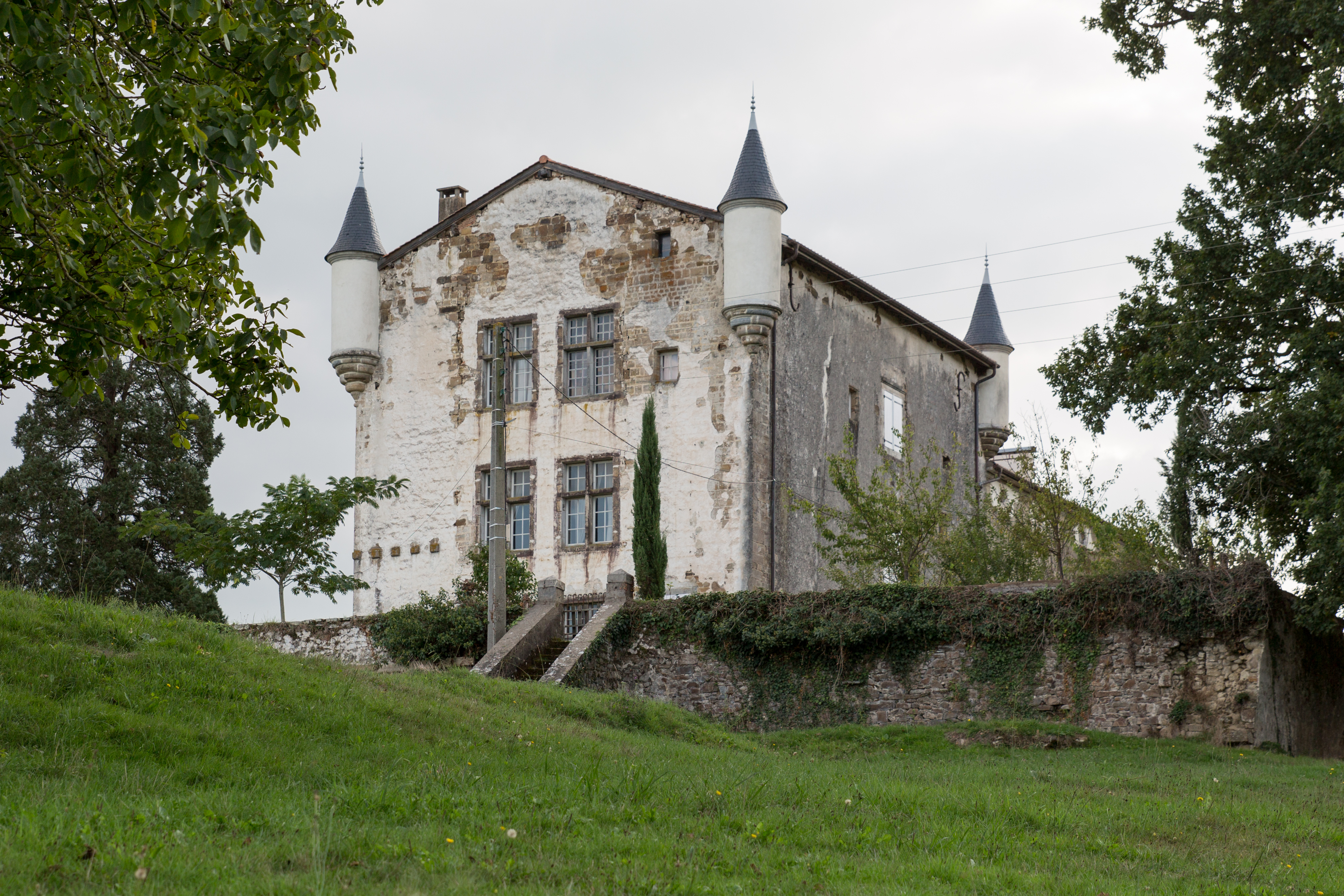
État actuel du château de Méharin

Armand de Belzunce, fils ainé de Jean V de Belzunce, vicomte de Macaïe et de Méharin, par sa femme, seigneur des mêmes lieux que son père, capitaine et gouverneur du château de Mauléon et du pays de Soule, par lettres du roi du 16 novembre 1610, bailli pour sa majesté du pays de Mixe, contrée de la basse-Navarre, dépendante de la vicomté et évêché d'Acqs. Il vend au seigneur de Castalounes son gendre, la vicomté de Macaïe dont le titre est confirmé par lettres patentes de juillet 1643.
Il avait épousé par contrat du 14 mai 1600 Marie d'Armendaritz, vicomtesse de Méharin, fille et héritiere de Bertrand, vicomte de Meharin, dans le pays Arberoue, chambellan du roi et bailli du pays de Mixe, dont il eut :
1. Charles de Belzunce
2. Esther de Belzunce mariée le (12 avril 1624) à Charles du Pont, seigneur de Louvie, avocat général au parlement de Navarre²
3. Jeanne de Belzunce mariée en 1631 à Jacques de Grenier seigneur de Castalounes († 10 janvier 1668) aide des camps et armées du roi, capitaine au régiment de Tonneins, puis lieutenant-colonel du même régiment.
4. Trois fils qui furent colonels du régiment de Belzunce

#### Charles de Belzunce
Charles de Belzunce, vicomte de Méharin et titulaire de Macaïe, seigneur d'Ayherre, d'Isturits, bailli d'épée au pays de Mixe et gentilhomme de la chambre du roi de Navarre.
Il fut marié par ses père et mère, par contrat du 14 août 1639 à Sarah de Ferrière, fille de Samuel de Ferrière, écuyer, conseiller du roi au présidial de La Rochelle, et de Marie de Genais. Ils eurent :
1. Charles II de Belzunce qui suit;
2. Sarah de Belzunce, mariée à Jacob de Gassion, seigneur du château d'Abere et d'Aslon, capitaine de cavalerie, mort en 1708. Il était neveu du maréchal Jean de Gassion.

#### Charles II de Belzunce
Charles II de Belzunce, vicomte de Méharin, bailli du pays de Mixe reçut en 1700 commission du roi, de régler de concert avec l'intendant de la province, les différends qui étaient entre le haut et bas Navarrois, sur les limites des deux pays.
Marié à Angelique de Cazaux, fille d'Henri-Auguste, marquis de Cazaux, procureur général au parlement de Navarre et de Adriane de Maillos, le 11 décembre 1677 avec laquelle il eut :
1. Armand II de Belzunce, vicomte de Méharin, bailli du pays de Mixe, mort en 1718. Il était marié à sa cousine Marie-Renée-Thérèse Grenier de Castalounes, héritière de la vicomté de Macaïe, avec laquelle il n'eut point d'enfant. À la mort de son mari, elle se remarie à Antoine de Haraneder.
2. Charles III de Belzunce qui suit;
3. François de Belzunce, capitaine dans le régiment de Nivernais, mort en 1717
4. Louis de Belzunce dit le Chevalier de Belzunce qui étant passé en Espagne, avec le consentement du roi Louis XIV fut lieutenant dans le régiment des gardes wallonnes de sa majesté Catholique le Roi d'Espagne, et ensuite lieutenant-colonel de son régiment de Navarre. Après avoir servi avec ce régiment en Sardaigne et en Sicile, il revint en France, où il obtint une pension du roi et la commission de lieutenant-colonel réformé à la suite de la ville de Bayonne.
5. Charles de Belzunce, mort en 1723.

#### Charles III de Belzunce
Charles III de Belzunce vicomte de Méharin, né le 12 septembre 1670, bailli du pays de Mixe après la mort de son frère ainé, Armand. Il a servi longtemps en qualité de capitaine dans le régiment de Nivernais. Il décède le 9 septembre 1737.
Il épouse, le 10 février 1719, Marie-Anne d'Arneder (ou de Haraneder), sœur d'Antoine d'Ardener (ou de Haraneder), à qui sa belle-sœur s’est remariée. Ils eurent :
1. Armand III de Belzunce (1722-1763), vicomte de Méharin, gouverneur de Saint-Domingue.
2. Dominique-Henri de Belzunce qui suit;
3. Henri-François-Xavier de Belzunce
4. Marie-Anne de Belzunce

#### Dominique de Belzunce
Dominique-Henri de Belzunce, vicomte de Méharin après son frère ainé, né le 4 juin 1726 à Méharin, il est marié à Angélique-Louise-Charlotte de Lalive d'Épinay (Paris 1er août 1749-Gémozac 1er juin 1824) à Paris le 10 mars 1764, fille de Louise d'Épinay. Lors de la Révolution française, ils émigrent et il décède le 12 septembre 1804 à Gotha. Ils eurent:
1. Henri de Belzunce, né le 14 janvier 1765, officier du régiment de Bourbon, massacré par la foule le 12 août 1789 pendant les troubles de Caen. Sans alliance.
2. Jean-Antoine qui suit;
3. Marie-Thérèse-Émilie, née à Méharin le 21 février 1767, décédée à Escures-sur-Favières le 19 avril 1814, épouse en 1787 Alexandre-Louis-Auguste du Roux de Chevrier, comte de Bueil.

#### Jean-Antoine de Belzunce
Jean-Antoine de Belzunce, né le 23 février 1766 à Méharin. Héritier de la vicomté après la mort de son frère ainé en 1789, il émigre avec son père. Engagé dans l'armée britannique, il est envoyé vers Saint-Domingue où il meurt peu après avoir débarqué le 1er juillet 1796. Il avait épousé à Bruxelles en 1793 Jeanne du Roux de Chevrier, sœur de son beau-frère, et en eut :
1. Marie-Victoire-Dominica de Belzunce, née à Malines le 24 février 1795. Mariée en 1814 à Marie-Philippe-Thibaud, baron de Neuchaise.
2. Henri de Belzunce qui suit ;

#### Henri de Belzunce
Charles-Philippe-Henri-Louis de Belzunce, né posthume à Brunswick le 29 août 1796, vicomte de Méharin à la mort de son grand-père en 1804. Rentré en France en 1815 lors de la Restauration. Il parvient à racheter le château de Méharin en 1825. Il devient maire de Méharin (1841-1847) et conseiller d'arrondissement pour le canton d'Hasparren (1848-1852). En difficultés financières il est contraint de vendre le château de Méharin et entre dans l'administration des Chemins de fer. Il meurt à Bordeaux le 18 mai 1872, laissant une nombreuse descendance, encore subsistante.

### Branche cadette de Belzunce

#### Jacques de Belzunce
Jacques de Belzunce, troisième fils de Jean V de Belzunce, vicomte de Macaïe, fut seigneur du château et paroisse de Born, dans la juridiction de Monflanquin en Agenais, de Saint-Just et d'Anvals. Il fut aussi aide des camps et armées du roi, par brevet du 16 août 1631. Capitaine d'infanterie dans le régiment de Piémont, par commission du 26 mars 1634 et commandant pour le service de la ville et château de Soissons, durant l’absence d'Hercule de Rohan duc de Montbazon gouverneur, par lettres du roi Louis XIII du 12 juillet 1637. Il transigea avec Armand de Belzunce son frère aîné vicomte de Macaïe, capitaine et gouverneur de Mauléon et du pays de Soule, sur ses droits de légitime, par acte passé à Paris, où tous deux se trouvèrent par hasard le 6 mai 1634. Lors de la recherche de la noblesse, il prouva la sienne, âgé lors de 70 ans, par titres qu'il produisit en février 1667 et il fut reconnu pour noble d'ancienne extraction. Il vivait encore lors du mariage de son fils Armand en Juillet 1668.
Il avait épousé, par contrat du 1er décembre 1631 Jeanne de Leffe, fille de Jacob de Leffe (ou l'Effe), seigneur du Coudray et de Marie de Loube, dame de la Garevine. Cet acte fut passé à Châlons-en-Champagne, en présence de Jacques Nompar de Caumont marquis de la Force, maréchal de France, de Charlotte de Gontault de Biron, cousine dudit Jacques de Belsunce, d'Armand Nompar de Caumont, maréchal des camps et armées du roi, fils du maréchal de la
Force, et de Jeanne de la Rochesaton-de-Saveille, son épouse.
Jeanne de Leffe était parente de cette dernière dame, aussi-bien que d’Anne, la fille du maréchal de Châtillon, mariée à George II de Wurtemberg, comte de Montbéliard, ce qui se justifie par plusieurs lettres originales de ce prince, écrites à la demoiselle du Coudrai, sœur puînée de la dame de Belzunce, où il la qualifie, mademoiselle ma cousine. 
Du
mariage de Jacques Belzunce naquirent neuf enfants :
1. N. de Belzunce, capitaine dans le régiment de Belzunce, tué pour le service du roi au combat du faubourg Saint-Antoine, en 1652, où il commandait les enfants perdus;
2. Armand II de Belzunce qui suit;
3. Jacob de Belzunce, capitaine dans le régiment de Turenne, tué au combat d'Entzheim en 1674;
4. N. de Belzunce lieutenant-colonel des cuirassiers du roi, tué à la bataille de Seneffe, également en 1674;
5. Élie de Belzunce, dit le comte de Belzunce, chevalier de l'ordre militaire de Saint-Louis, colonel du régiment de Nivernois, créé brigadier des armées du roi le 28 avril 1694. Ses infirmités l'ont obligé de se retirer du service. Il vivait en février 1724;
6. Anne de Belzunce mariée le 20 janvier 1664 à Jacques de Montalambert, seigneur de Monbeau, avec lequel elle a eu 6 enfants;
7. Charlotte de Belzunce, mariée après le 21 juillet 1668 à Jean Jacob Nompar de Caumont de la Force, marquis de Tonneins, mestre de camp du régiment de Montpouillan, l'un des fils du premier maréchal de la Force;
8. Olympe de Belzunce, femme d'Antoine, seigneur de la Lane, colonel d'un régiment hollandais, dont une fille unique, mariée à Nicolas de Fumel, marquis de Montségur, baron de l'Isle;
9. Louise de Belzunce, seconde femme d'Armand Nompar de Caumont, duc de la Force, pair et second maréchal de France de son nom, il l'épousa par contrat passé au château de la Force le 22 septembre 1667.

#### Armand II de Belzunce
Armand II de Belzunce, marquis de Belzunce et de Castelmoron, baron de Gavaudun, seigneur de Born-en-Agenois Vieille-ville, sénéchal et gouverneur des sénéchaussées d'Agenois et Condomois, le 30 mars 1699, a été capitaine dans le régiment de Schomberg, et servait en cette qualité en Portugal sous le comte de Schomberg en 1667 et ensuite capitaine de cavalerie dans le régiment royal.
Il épousa, par contrat du 21 juillet 1668 Anne de Caumont-Lauzun ; et le maréchal duc de la Force, présent à ce contrat, lui fit donation de la terre et seigneurie de Castelmoron, en considération de ce qu'il épousait sa petite-nièce. Elle est morte le 6 octobre 1722 et était sœur d'Antonin Nompar de Caumont, duc de Lauzun, mort le 19 novembre 1723 et troisième fille de Gabriel Nompar de Caumont, comte de Lauzun, et de sa seconde femme Charlotte de Caumont-la-Force. Charlotte de Caumont, autre sœur du duc de Lauzun, épousa Armand de Bautru, comte de Nogent, dont elle eut quatre enfants, dont Marie Antonine de Bautru-Nogent, qui épousa de Charles-Armand de Gontault duc de Biron, pair de France.
De leur union Armand II de Belzunce et Anne de Caumont-Lauzun eurent :
1. Armand III de Belzunce, marquis de Castelmoron, colonel, en 1701, du régiment de Nivernois, puis en 1704 capitaine lieutenant des gendarmes de Bourgogne, puis Bretagne, brigadier des armées du roi le 30 janvier 1709 chevalier de Saint-Louis, commandant la gendarmerie en Flandres durant la campagne de 1712. Il meurt de ses blessures le 28 juillet 1712. C'est le neuvième de sa maison qui a perdu la vie dans les armées. Il avait épousé en 1700 Anne Du Buisson de Bournazel, fille et héritière de Jean I Du Buisson marquis de Bournazel et Mirabel, sénéchal de Rouergue, morte la même année de son mariage, sans laisser de postérité.
2. Henri François Xavier de Belzunce, évêque de Marseille, nommé le 3 avril 1709 et sacré à Paris le 30 mars 1710 durant assemblée du clergé, à laquelle il était député de la province d'Arles, abbé de Notre-Dame des Chambons, diocèse de Viviers, et de Montmorel, diocèse d'Avranches. Il avait été pourvu de l'abbaye de la Reolle, diocèse de Lescar, le 14 août 1688 étant très jeune, mais il s'en était démis peu après. Le zèle et la charité de ce prélat ont extrêmement éclaté durant la peste qui a affligé la ville de Marseille pendant les années 1720 et 1721, ayant sacrifié toutes ses facultés temporelles, et exposé journellement sa vie pour les secours spirituels des pestiférés. Son désintéressement et la délicatesse de sa conscience ont ensuite brillé, lorsque le roi l'ayant nommé le 16 octobre 1723 à l'évêché de Laon, second duché pairie du royaume, il remercia sa majesté 5 semaines après, ne croyant pas pouvoir quitter un évêché qui lui est si cher, pour en prendre un autre plus riche et plus honorable. Le roi, en considération de la duché pairie dont il s’est privé, lui a accordé, par une grâce très singulière, de porter en première instance, à la grand-chambre du parlement de Paris, toutes ses causes, tant pour le temporel de ses bénéfices, que pour la juridiction spirituelle, si elle était attaquée, et ce par lettres patentes données à Versailles le 29 décembre 1723 registrées au parlement le 7 février suivant. N'étant encore que grand-vicaire d'Agen, il donna au public en 1707, l’abrégé de la vie de mademoiselle Suzanne Henriette de Foix de Candale[18], princesse de La Teste-de-Buch, dame de Montpont, et morte l'année précédente en odeur de sainteté. Elle était sa tante à la mode de Bretagne, étant née de Charlotte de Caumont Lauzun, sœur du comte de Lauzun, son aïeul maternel.
3. Antonin de Belzunce, capitaine de frégate, mort à Saintes le 28 octobre 1711.
4. Charles Gabriel de Belzunce qui suit;
5. Anne Marie Louise de Belzunce, grande prieure de l'abbaye aux Dames de Saintes devenue abbesse du Ronceray d'Angers après que Françoise de Caumont-Lauzun, sa tante, s'en fut démise en sa faveur le 19 mars 1709.

#### Charles Gabriel de Belzunce

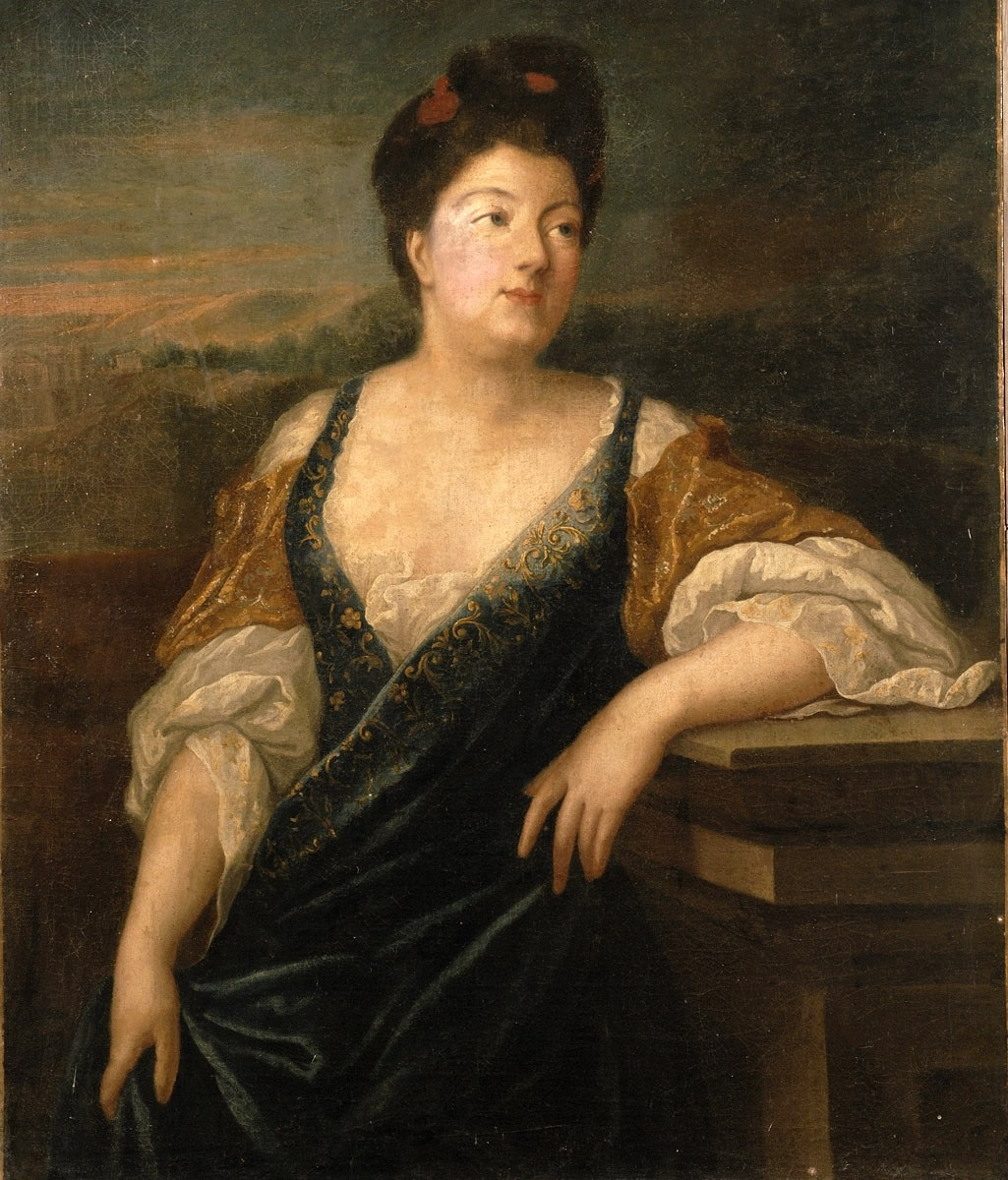
Cécile de Belzunce de Castelmoron

Charles Gabriel de Belzunce marquis de Castelmoron, seigneur de Montpont, connu sous le nom de chevalier de Belzunce, a été colonel du régiment de Belzunce. En 1713 il est nommé capitaine-lieutenant des gendarmes bourguignons, chevalier de Saint Louis, en 1717 il est pourvu à titre de survivance de son père de la charge de sénéchal et gouverneur des sénéchaussées d'Agenois et Condomois, avant d'être fait brigadier de cavalerie le 1er février 1719.
Il épouse par contrat du 30 avril 1715 Cécile Geneviève de Fontanieu, fille de Moïse-Augustin Fontanieu, secrétaire du Roi, intendant et contrôleur général des meubles de la couronne, et de Catherine Geneviève Dodun, avec laquelle il a :
1. Antonin Armand de Belzunce, né le 1er mai 1716, mort le 17 septembre 1741, qui suit.
2. Cécile Geneviève Émilie de Belzunce, née le 7 mars 1718, décédée le 31 janvier 1787, abbesse de la Trinité de Caen (1754-1787).
3. Françoise de Belzunce, née le 25 avril 1722, religieuse auprès de sa tante à l'Abbaye du Ronceray d'Angers.
4. Suzanne de Belzunce, née le 11 juillet 1723, décédée le 8 décembre 1783, épousa en 1740 Charles Michel Anne, comte d'Arcussia, baron de Fos et des Martigues, d'où deux filles: Henriette-Félicité d'Arcussia, mariée le 8 juillet 1760 à Pierre Benault de Lubières d'Aube, marquis de Roquemartine, et Madeleine-Léontine d'Arcussia, mariée le 8 décembre 1767 à Jean Baptiste Ignace Isidore, comte de Forbin (d'où Joseph Forbin des Issarts).
5. Armand Gabriel de Belzunce, né le 8 mars 1728, reçoit le 14 décembre 1744 un brevet d'enseigne en la compagnie des gendarmes de la Reine.

#### Antonin Armand de Belzunce
Antonin Armand de Belsunce, marquis de Castelmoron, seigneur de Montpont. Il est nommé en 1735 capitaine-lieutenant des gendarmes bourguignons, à la suite de son père, Grand louvetier de France en 1737 à la place de son beau-père, et en 1739 il est pourvu à titre de survivance de son père de la charge de sénéchal et gouverneur des sénéchaussées d'Agenois et Condomois.
Il épouse par contrat du 21 mai 1736 Charlotte Louise Alexandrine Sublet, fille de Pons Auguste Sublet, marquis d'Heudicourt, Grand louvetier de France, et de Louise Julie de Hautefort de Surville, avec laquelle il a un fils unique:
1. Antonin Louis de Belzunce, né le 18 août 1741, mort le 3 décembre 1794, qui suit.

#### Antonin Louis de Belzunce
Antonin Louis de Belsunce, marquis de Castelmoron, seigneur de Montpont. Dès 1746 il est pourvu à titre de survivance de son père de la charge de sénéchal et gouverneur des sénéchaussées d'Agenois et Condomois. Le 18 mars 1771 la croix de chevalier de Saint-louis lui est décernée. En 1780 il est promu au grade de brigadier et en 1782 maréchal de camp. Il est admis aux "honneurs de la Cour" le 18 octobre 1786. À la Révolution il émigre et rejoint l'Armée des Princes. Il meurt à Deventer aux Pays-Bas. 
Il épouse par contrat du 15 janvier 1763 Adélaïde Élisabeth d'Hallencourt de Dromesnil, fille de Charles Gabriel François d'Hallencourt, marquis de Dromesnil, et de Jeanne Edmée de Boullogne. Elle mourut le 4 octobre 1770. Il se remarie par contrat du 30 janvier 1779 avec Marie Madeleine de Vergès, fille de Dominique de Vergès, avocat en parlement, syndic général des États de Bigorre et subdélégué de l'intendant, et de Marie Anne de Frontin. Elle était sœur de François de Vergès. 
Du premier mariage naquit un fils et du second une fille :
1. Jean Armand Alexandre de Belzunce, né le 29 décembre 1764, il cherche en 1788 à entrer aux Gardes du Corps. Émigré à la Révolution, il serait mort célibataire en 1797 à Londres en Angleterre.
2. Alexandrine Élisabeth Aglaé de Belzunce, née le 2 novembre 1779, décédée le 18 décembre 1779.

## Pour approfondir